# Kinizsi Bank
A Kinizsi Bank Zrt., vagy röviden Kinizsi Bank egy magyarországi regionális, veszprémi székhelyű kereskedelmi bank volt. 2007-ben alakult a Kinizsi Takarékszövetkezet kereskedelmi bankká formálásával, majd 2019. február 1-jével banki tevékenységét megszüntette és Kinizsi Invest Zrt. néven működik tovább, más profillal.

## Története

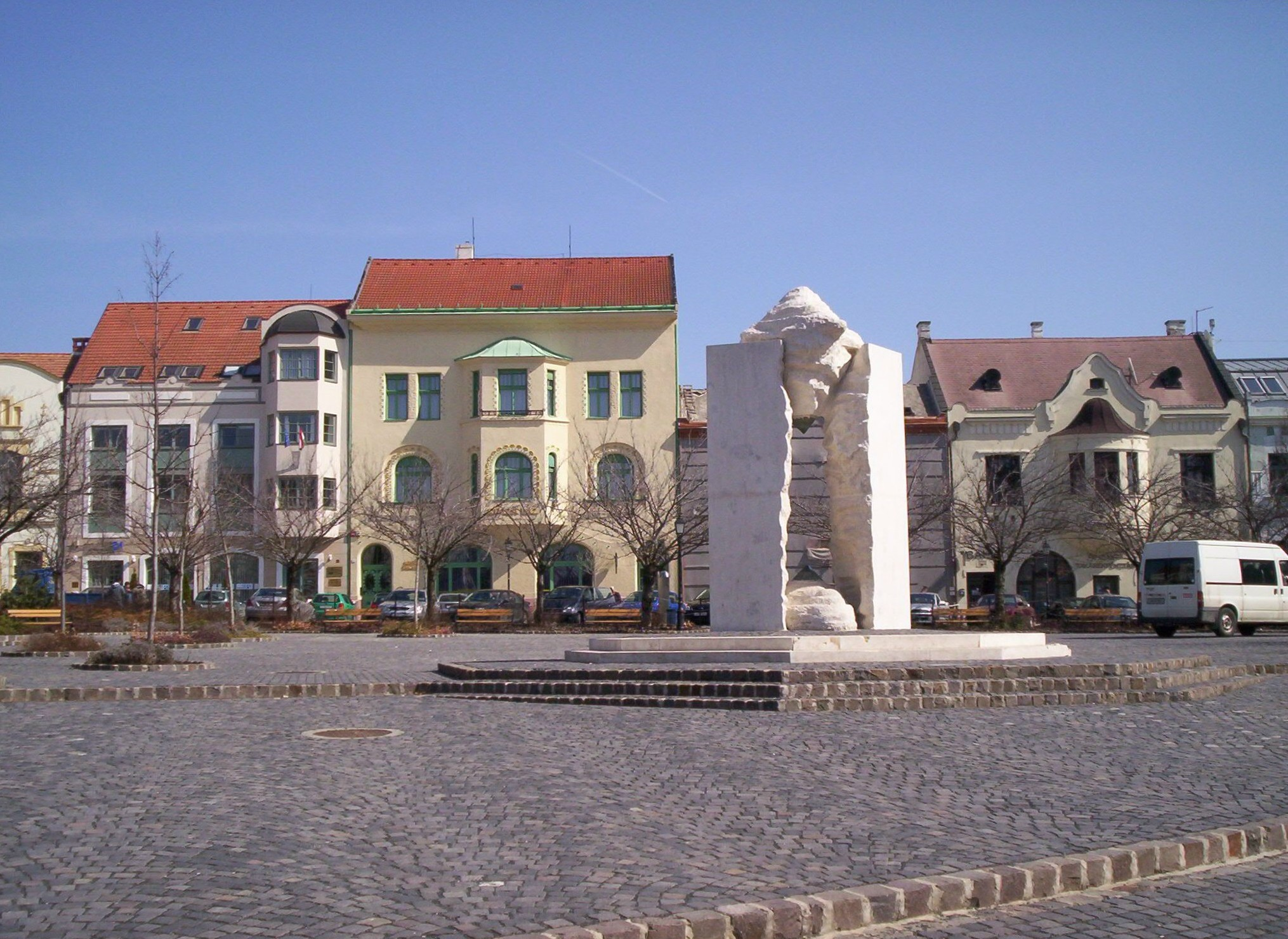
A veszprémi Óváros tér, háttérben középen a bank székháza („Kinizsi-ház”)

A bank jogelődjét 1958. július 6-án, Nagyvázsonyban alapították Kinizsi Takarékszövetkezet néven. A takarékszövetkezet 1990-ig kizárólag a nevéhez hűen Nagyvázsonyt és vidéke számára nyújtott pénzügyi szolgáltatásokat. 1990-ben nyitották meg első fiókjukat Veszprémben, 1991-ben pedig Budapesten.
A cég 2007. augusztus elsején alakult át általános kereskedelmi bankká, amivel a rendszerváltás utáni első, nem budapesti székhelyű bank lett. Tulajdonosa ekkor összesen 202 magánszemély volt, 16 fiókjukból 14 Veszprém megyében, kettő pedig Budapesten működött. Mérlegfőösszegük ekkor 27 milliárd forint volt. A bank a 2008-ban kirobbant gazdasági világválság ellenére is fejlődni tudott, 2012 végén ugyanezen mutatójuk már 36,73 milliárd forint volt.
A Gazdasági Versenyhivatal 2008-ban a bank reklámját a fogyasztók számára részben megtévesztőnek ítélte, amiért a céget megrótta, de pénzbüntetést nem adott.
A cég 2018 végén eladta pénzügyi portfólióját a B3 Takaréknak, majd 2019. február 1-jével megszüntette banki tevékenységét és Kinizsi Invest Zrt. formájában működik tovább.